# Anabela

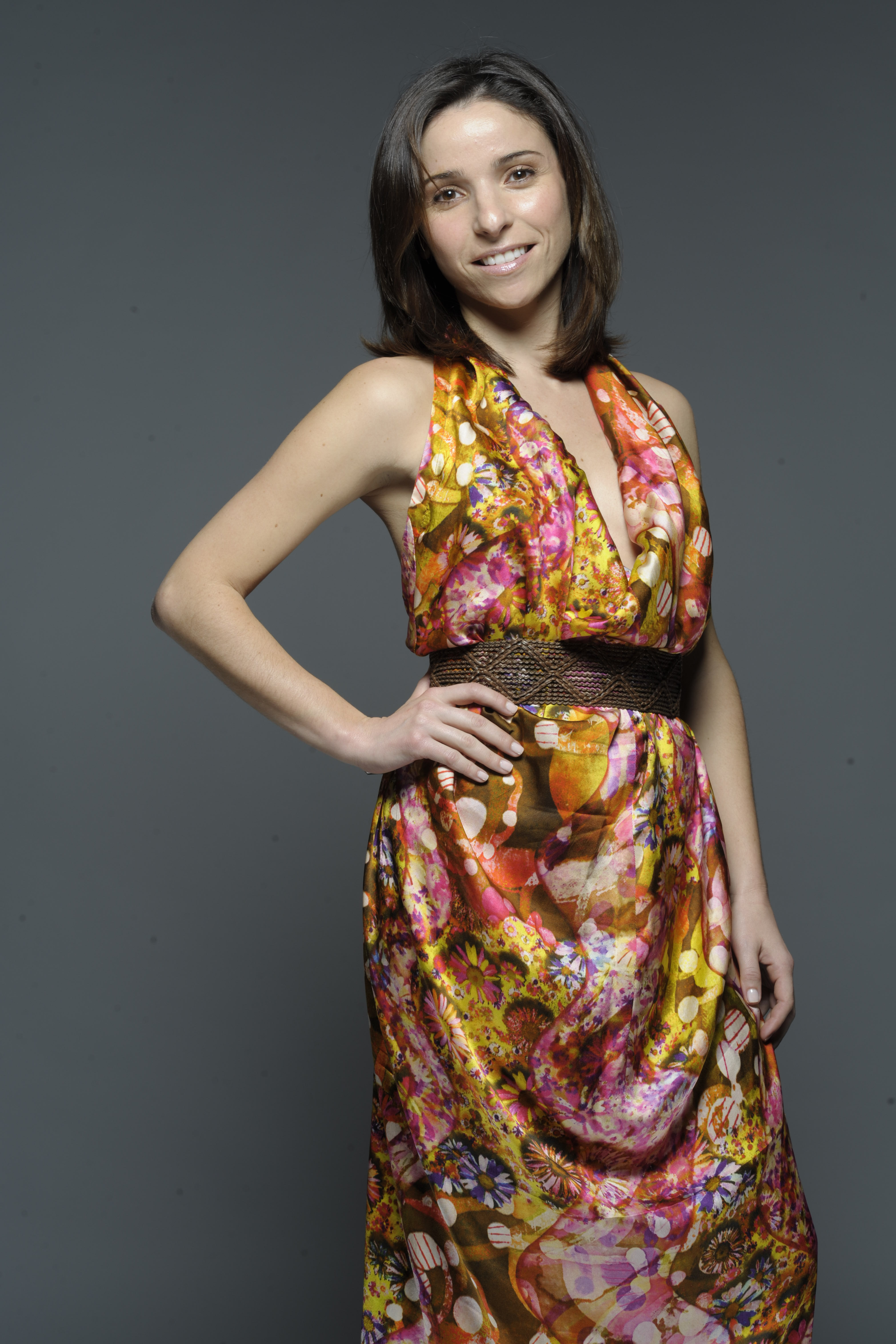
Anabela (2009)

Anabela Braz Pires (* 22. September 1976 in Almada) ist eine portugiesische Sängerin und Musicaldarstellerin.

## Leben und Wirken
Anabela, die schon erfolgreich bei diversen Gesangswettbewerben aufgetreten ist und zwei Alben veröffentlicht hat, ging beim Festival da Canção 1993 als Siegerin hervor. Daher durfte sie Portugal beim Eurovision Song Contest 1993 in Millstreet vertreten. Mit der Popballade A cidade (até ser dia) erreichte sie Platz 10. Ab 1996 wurde sie als Musicaldarstellerin aktiv und war in portugiesischen Produktionen von Jesus Christ Superstar, West Side Story oder The Sound of Music zu sehen.
2018 nahm sie erneut beim Festival da Canção teil und erreichte das Finale, wo sie beim Sieg von Cláudia Pascoal einen sechsten Platz belegte.

## Diskografie

### Studioalben
| Jahr | Titel    | Höchstplatzierung, Gesamtwochen, AuszeichnungChartsChartplatzierungen (Jahr, Titel, Platzierungen, Wochen, Auszeichnungen, Anmerkungen) | Anmerkungen                      |
| Jahr | Titel    | PT | Anmerkungen                      |
| ---- | -------- | --- | -------------------------------- |
| 2006 | Encontro | PT16 Gold · (12 Wo.)PT | Zona Música mit Carlos Guilherme |
| 2010 | Nós      | PT12 (9 Wo.)PT | iPlay                            |

Weitere Alben
- Anabela (CD, Ovação, 1991)
- Encanto (CD, Ovação, 1992)
- A cidade, até ser dia (CD, Discossete, 1993)
- Primeiras Águas (CD, Movieplay, 1996)
- Origens (CD, Movieplay, 1999)
- Aether (CD, Elec3city, 2005)